# Nérondes
Nérondes est une commune française située dans le département du Cher, en région Centre-Val de Loire.

## Géographie
Le territoire de la commune est traversé par trois rivières qui prennent leurs sources à Nérondes :  l'Airin, la Vauvise et le Craon.
Sources des trois rivières : 
L'Airain prend sa source au cœur du village (réf. DICRIM) sous la salle des fêtes. Une source dans un jardin riverain et la source du lavoir grossissent son débit.
La Vauvise a trois sources sur la commune : Verrières (réf. DICRIM), Bourdoiseau et la Font Pinont.(derrière le Briou)
Le Craon a sa source à Laverdines (réf. DICRIM) et Riffardeaux sur la commune.
Plan d'eau de La Garenne - création années 1980 - 2 hectares - à proximité de l'église - alimenté par la deuxième source attenante au lavoir - parcours santé - tables de pique-nique - tennis - hand-ball - basket - skate board - pêche à la journée ou à l'année.
Nérondes signifie "eaux noires" et indique la présence de marais. Me Goin, notaire, possédait un croquis situant ces marécages dans la zone ouest de la localité. des murets fractionnaient ceux-ci.

### Toponymie
Le nom de la localité est attesté sous les formes vicara Nirundensis en 855, Nerunda en 880, Nigrometa (« in pago Biturico, in vicaria Nigromitense... ») en 897, vicaria Negromtinsis au IXe siècle, Neronda en 1327.

## Histoire
Occupation romaine : Vers 1850 - 1855, on découvrit un tombeau dans lequel on a trouvé des sujets de différents âges, vases en terre grossière, médailles romaines s'étendant d'Adrien (117 - 148) à Maximilien (286 - 306). Des sarcophages mérovingiens ont également été mis à jour dans le cimetière, sous l'emplacement de la salle d'asile, devant l'église Saint-Étienne.(réf. A. Buhot de Kerser - 1892)
Au XIIe siècle, sur le plan religieux, la paroisse de Nérondes est le siège d'un archiprêtré dépendant de l'archevêque de Bourges.
Le village de Précilly est une ancienne seigneurie de l'ordre de Saint-Jean de Jérusalem qui était membre de la commanderie de Jussy-le-Chaudrier au sein du grand prieuré d'Auvergne.
Sont passés à Nérondes :

En 1412, Charles VI, marchant contre les troupes du duc de Berry.

En 1652 Bussy-Rabutin –lieutenant-général de Louis XIV -  traverse le bourg qui n’a jamais été fortifié.

Le 16 septembre 1852 - Napoléon III et l’impératrice
Liste des maires
| Nom                        | date de début | date de fin | commentaire                                            |
| -------------------------- | ------------- | ----------- | ------------------------------------------------------ |
| François Masse             |               | 1792        | notaire                                                |
| François Lebrun            | 1792          | 1794        |                                                        |
| Pierre Pelletier           | 1794          | 1797        |                                                        |
| Guillaume Raillard         | 1797          | 1800        |                                                        |
| François Masse             | 1800          | 1807        |                                                        |
| Augustin Masse             | 1807          | 1838        |                                                        |
| Étienne Robin              | 1838          | 1840        |                                                        |
| Jean Baptiste Masse        | 1840          | 1848        |                                                        |
| Julien Mathé               | 1848          | 1850        |                                                        |
| François Berthault         | 1850          | 1852        |                                                        |
| Augustin Masse             | 1852          | 1853        |                                                        |
| Jean Ursin Aumeunier       | 1853          | 1858        |                                                        |
| Charles Pealoux            | 1858          | 1862        |                                                        |
| Sylvain Temoin             | 1862          | 1867        |                                                        |
| Hippolyte Masse            | 1867          | 1870        |                                                        |
| Félix Duperoux             | 1870          | 1881        |                                                        |
| Auguste Pealoux            | 1881          | 1893        |                                                        |
| Pierre Alexandre Berton    | 1893          | 1908        |                                                        |
| François Perriot           | 1908          | 1916        |                                                        |
| Justin Tellier             | 1916          | 1919        |                                                        |
| Le Normand du Coudray      | 1919          | 1925        |                                                        |
| Louis Léveillé             | 1925          | 1929        |                                                        |
| Delas                      | 1929          | 1930        |                                                        |
| Julien Ratillon            | 1930          | 1934        |                                                        |
| Jules Leclerc              | 1934          | 1945        |                                                        |
| Émilienne Leclerc          | 1945          | 1965        | première et seule femme à être élue au conseil général |
| Edgar Morin                | 1965          | 1971        |                                                        |
| Henri Devoucoux            | 1971          | 1977        |                                                        |
| Claude Morin               | 1977          | 1982        |                                                        |
| Claude Lebeault            | 1982          | 1983        |                                                        |
| Serge Bousquiel            | 1983          | 1995        |                                                        |
| Monique Forceau Lauvergeat | 1995          | 2008        | Élue en l'absence de tête de liste                     |
| Alain Laroche              | 2008          | 2014        |                                                        |
| Rolland Gilbert            | 2014          | 2020        |                                                        |
| Thierry Ferrand            | 2020          |             |                                                        |

### Localisation
| Laverdines      | Chassy   |                               |
| Bengy-sur-Craon | Nérondes | Saint-Hilaire-de-Gondilly     |
|                 | Tendron  | La Guerche-sur-l'Aubois Ignol |

Les communes limitrophes sont  Baugy, Bengy-sur-Craon, Chassy, Ignol, La Guerche-sur-l'Aubois, Saint-Hilaire-de-Gondilly et Tendron.

### Climat
Pour des articles plus généraux, voir Climat du Centre-Val de Loire et Climat du Cher.
En 2010, le climat de la commune est de type climat océanique dégradé des plaines du Centre et du Nord, selon une étude du CNRS s'appuyant sur une série de données couvrant la période 1971-2000. En 2020, Météo-France publie une typologie des climats de la France métropolitaine dans laquelle la commune est exposée à un climat océanique altéré et est dans la région climatique  Centre et contreforts nord du Massif Central, caractérisée par un air sec en été et un bon ensoleillement.
Pour la période 1971-2000, la température annuelle moyenne est de 10,6 °C, avec une amplitude thermique annuelle de 15,7 °C. Le cumul annuel moyen de précipitations est de 802 mm, avec 11,4 jours de précipitations en janvier et 7,4 jours en juillet. Pour la période 1991-2020, la température moyenne annuelle observée sur la station météorologique la plus proche, située sur la commune d'Ourouer-les-Bourdelins à 8 km à vol d'oiseau, est de 11,8 °C et le cumul annuel moyen de précipitations est de 791,0 mm,. Pour l'avenir, les paramètres climatiques de la commune estimés pour 2050 selon différents scénarios d'émission de gaz à effet de serre sont consultables sur un site dédié publié par Météo-France en novembre 2022.

## Urbanisme

### Typologie
Au 1er janvier 2024, Nérondes est catégorisée bourg rural, selon la nouvelle grille communale de densité à 7 niveaux définie par l'Insee en 2022.
Elle est située hors unité urbaine. Par ailleurs la commune fait partie de l'aire d'attraction de Bourges, dont elle est une commune de la couronne,. Cette aire, qui regroupe 111 communes, est catégorisée dans les aires de 50 000 à moins de 200 000 habitants,.

### Occupation des sols
L'occupation des sols de la commune, telle qu'elle ressort de la base de données européenne d’occupation biophysique des sols Corine Land Cover (CLC), est marquée par l'importance des territoires agricoles (86,2 % en 2018), une proportion sensiblement équivalente à celle de 1990 (86,8 %). La répartition détaillée en 2018 est la suivante : 
terres arables (50,9 %), prairies (35,2 %), forêts (10,3 %), zones urbanisées (3,5 %).
L'évolution de l’occupation des sols de la commune et de ses infrastructures peut être observée sur les différentes représentations cartographiques du territoire : la carte de Cassini (XVIIIe siècle), la carte d'état-major (1820-1866) et les cartes ou photos aériennes de l'IGN pour la période actuelle (1950 à aujourd'hui).

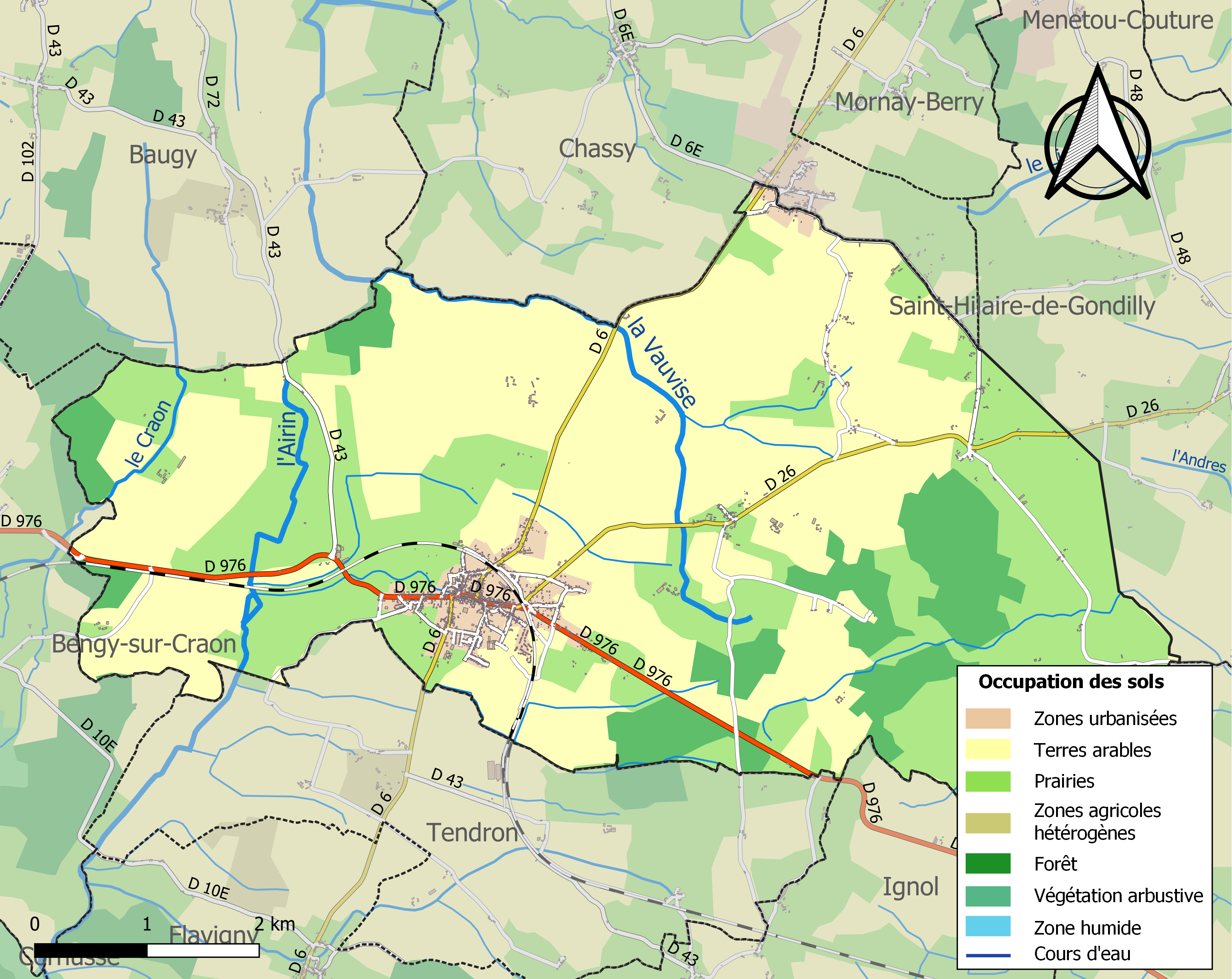
Carte des infrastructures et de l'occupation des sols de la commune en 2018 (CLC).

### Risques majeurs
Le territoire de la commune de Nérondes est vulnérable à différents aléas naturels : météorologiques (tempête, orage, neige, grand froid, canicule ou sécheresse), mouvements de terrains et séisme (sismicité faible). Il est également exposé à un risque technologique, le transport de matières dangereuses. Un site publié par le BRGM permet d'évaluer simplement et rapidement les risques d'un bien localisé soit par son adresse soit par le numéro de sa parcelle.

#### Risques naturels

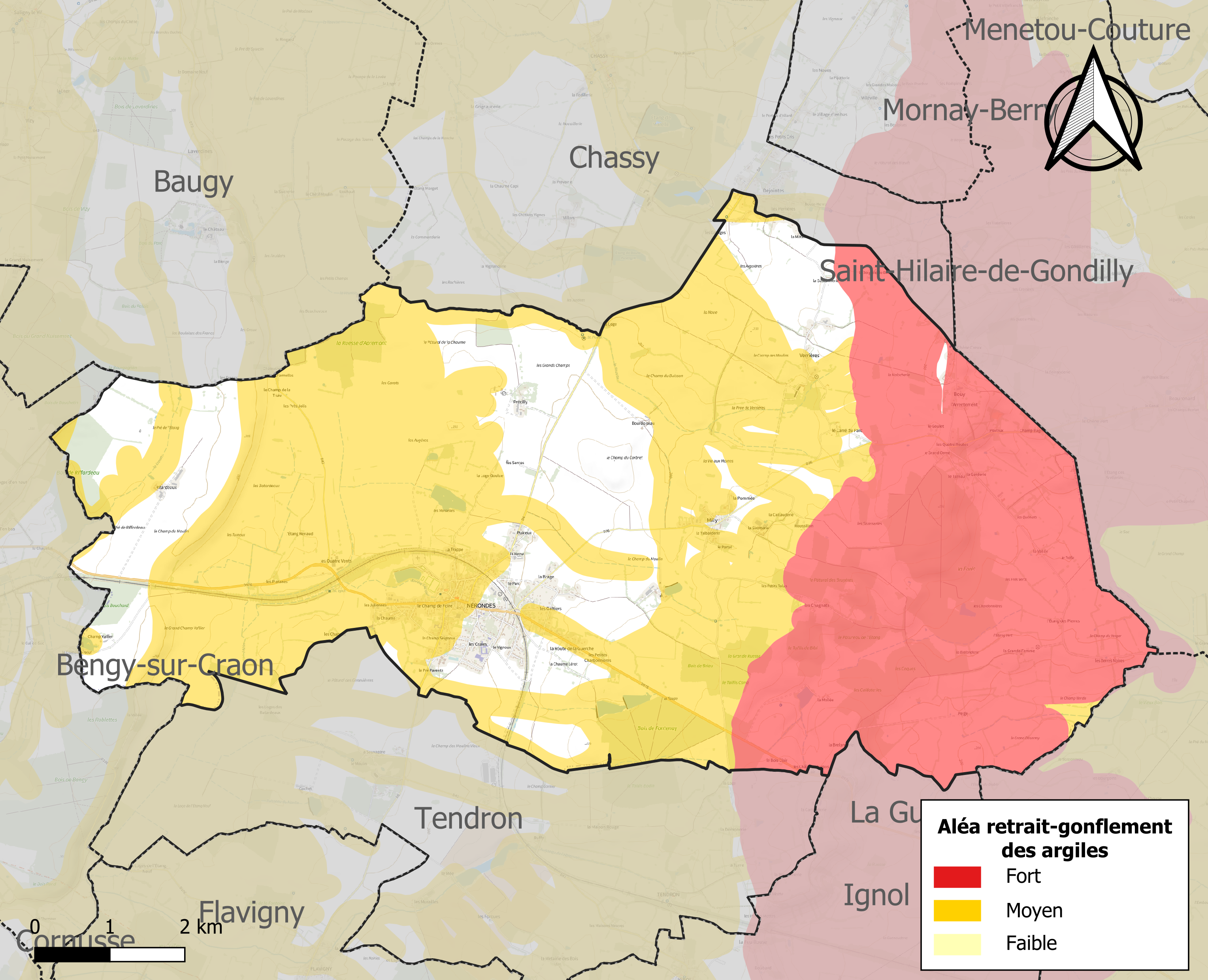
Carte des zones d'aléa retrait-gonflement des sols argileux de Nérondes.

La commune est vulnérable au risque de mouvements de terrains constitué principalement du retrait-gonflement des sols argileux. Cet aléa est susceptible d'engendrer des dommages importants aux bâtiments en cas d’alternance de périodes de sécheresse et de pluie. 78,4 % de la superficie communale est en aléa moyen ou fort (90 % au niveau départemental et 48,5 % au niveau national). Sur les 819 bâtiments dénombrés sur la commune en 2019, 489 sont en aléa moyen ou fort, soit 60 %, à comparer aux 83 % au niveau départemental et 54 % au niveau national. Une cartographie de l'exposition du territoire national au retrait gonflement des sols argileux est disponible sur le site du BRGM,.
Concernant les mouvements de terrains, la commune a été reconnue en état de catastrophe naturelle au titre des dommages causés par la sécheresse en 1989, 1992, 1997, 2011, 2018, 2019 et 2020 et par des mouvements de terrain en 1999.

#### Risques technologiques
Le risque de transport de matières dangereuses sur la commune est lié à sa traversée par des infrastructures routières ou ferroviaires importantes ou la présence d'une canalisation de transport d'hydrocarbures. Un accident se produisant sur de telles infrastructures est en effet susceptible d’avoir des effets graves au bâti ou aux personnes jusqu’à 350 m, selon la nature du matériau transporté. Des dispositions d’urbanisme peuvent être préconisées en conséquence.

## Politique et administration

### Tendances politiques et résultats
La commune n'a pas de tendance politique marquée.
|  |

## Démographie
L'évolution du nombre d'habitants est connue à travers les recensements de la population effectués dans la commune depuis 1793. Pour les communes de moins de 10 000 habitants, une enquête de recensement portant sur toute la population est réalisée tous les cinq ans, les populations de référence des années intermédiaires étant quant à elles estimées par interpolation ou extrapolation. Pour la commune, le premier recensement exhaustif entrant dans le cadre du nouveau dispositif a été réalisé en 2006.

En 2022, la commune comptait 1 412 habitants, en évolution de −5,36 % par rapport à 2016 (Cher : −2,48 %, France hors Mayotte : +2,11 %).
| 1793  | 1800  | 1806  | 1821  | 1831  | 1836  | 1841  | 1846  | 1851  |
| ----- | ----- | ----- | ----- | ----- | ----- | ----- | ----- | ----- |
| 1 267 | 1 267 | 1 276 | 1 539 | 1 680 | 1 778 | 2 004 | 2 240 | 2 615 |

| 1856  | 1861  | 1866  | 1872  | 1876  | 1881  | 1886  | 1891  | 1896  |
| ----- | ----- | ----- | ----- | ----- | ----- | ----- | ----- | ----- |
| 2 489 | 2 505 | 2 686 | 2 718 | 2 702 | 2 698 | 2 687 | 2 481 | 2 298 |

| 1901  | 1906  | 1911  | 1921  | 1926  | 1931  | 1936  | 1946  | 1954  |
| ----- | ----- | ----- | ----- | ----- | ----- | ----- | ----- | ----- |
| 2 207 | 2 178 | 2 118 | 1 963 | 1 778 | 1 716 | 1 588 | 1 509 | 1 454 |

| 1962  | 1968  | 1975  | 1982  | 1990  | 1999  | 2006  | 2011  | 2016  |
| ----- | ----- | ----- | ----- | ----- | ----- | ----- | ----- | ----- |
| 1 501 | 1 306 | 1 305 | 1 343 | 1 521 | 1 618 | 1 515 | 1 596 | 1 492 |

| 2021  | 2022  | - | - | - | - | - | - | - |
| ----- | ----- | - | - | - | - | - | - | - |
| 1 430 | 1 412 | - | - | - | - | - | - | - |

## Culture locale et patrimoine

### Lieux et monuments
- Église Saint-Etienne.
- Lavoir.

### Personnalités liées à la commune
- Auguste Mahaut (1842-1930), marinier né sur la commune.
- Antoine Cabaton (1863-1942), linguiste spécialiste des langues orientales, né sur la commune.
- Louis de Serres (1864-1942), organiste et compositeur, décédé dans la commune.
- Daniel Boisdon (1884-1959), député du Cher et Résistant né sur la commune.
- Raymond Vilain (1921-1989) chirurgien plasticien et fondateur de "SOS Mains" - greffe d'urgence des mains et des doigts.

### Héraldique
| Blason de Nérondes | Blason  | Palé d'argent et d'azur de huit pièces, au chevron de gueules brochant sur le tout.           |
| Blason de Nérondes | Détails | Armoiries des anciens seigneurs de Fontenay. Le statut officiel du blason reste à déterminer. |

### Cinéma
- Cinémobile